# Begonia longibractea
Espèce
Begonia longibractea est une espèce de plantes de la famille des Begoniaceae.
L'espèce fait partie de la section Petermannia.
Elle a été décrite en 1920 par Elmer Drew Merrill (1876-1956).

## Répartition géographique
Cette espèce est originaire des Philippines.